# Pottenbrunn (zámek)

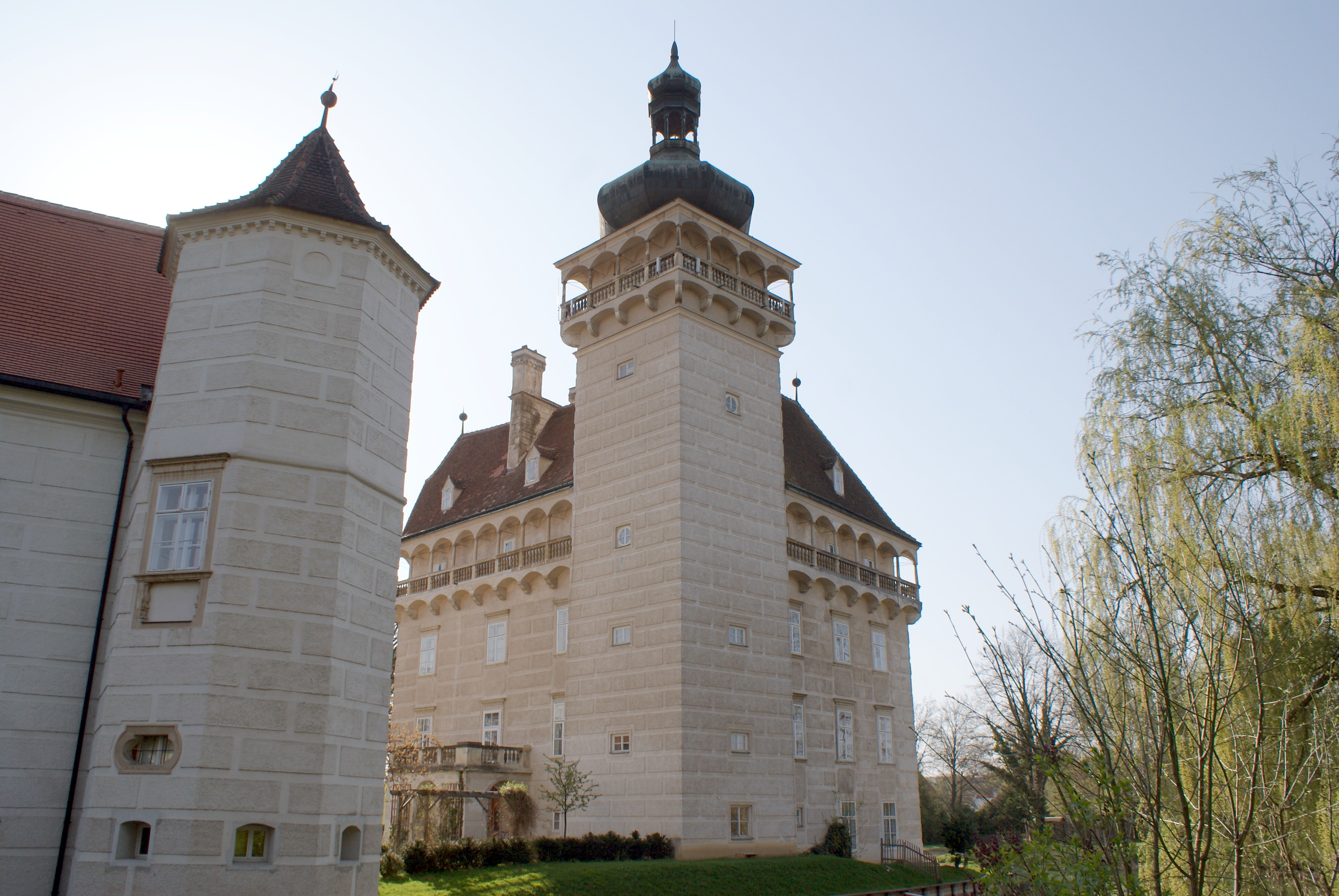
Zámek Pottenbrunn

Zámek Pottenbrunn je postaven v St. Pöltenu, městské části Pottenbrunn v rakouské spolkové zemi Dolní Rakousy
Na zámeckém ostrově je postaven v podstatě středověký hrad s věží a renesanční zámek o dvou křídlech. 

## Historie
Zámek byl poprvé zmíněn v dokumentech roku 977 jako salcburský majetek. „Alachthof“, předchůdce dnešního zámku byl poprvé zmíněn roku 1268. 
Hrad přešel roku 1505 do vlastnictví Sebastiana Grabnera, který zámek v roce 1527 rozšířil podle vzoru svého zámku Rosenburgu, který mu rovněž patřil. Rozhodující přestavba následovala za Sabastiana Grabnera mladšího kolem roku 1600, když k dvoukřídlému obytnému zámku přistavěl předhradí. 
Po několika změnách majitelů bylo počátkem 19. století a kolem roku 1920 přestavěno východní křídlo zámku. Od roku 1926 vlastnila zámek rodina Trauttmansdorffů. Ke konci druhé světové války se tehdejší majitel zastřelil. 
Zámek byl během bojů velmi poškozen a až do roku 1955 byl pod sovětskou armádou. 
V roce 1961 se sesula věž a v roce 1966 byla znovu postavena. 
Ve starém zámku bylo roce 1970 zřízeno muzeum "cínových vojáčků", kteří do té doby byly uzavřeni v depozitáři. 
Zámek prošel v posledních letech generální opravou. 

### Zámek dnes
Zámek je dnes významně uveden, jeho stará část nazývaná Starý zámek do stavu středověké stavby kolem roku 1600 a dnes je nazývána Novým zámkem. 
Starý zámek je čtyřpatrová stavba pravoúhlého půdorysu, se strmou dvojitou valbovou střechou a vysokou věží pokrytou s cibulovitou přilbicí v severovýchodním rohu. Kolem čtvrtého patra je úzká galerie, 
Nový zámek o dvou křídlech a s osmihrannou věží stojí s průčelím u vody,. 
Vodní příkop kolem zámku je také naplněný vodou. Přes most se přichází ke vstupu do nového zámku. Protože zámek je obydlený, prohlídka je možná jen zvenčí. 